# La Jagua de Ibirico
La Jagua de Ibirico là một khu tự quản thuộc tỉnh Cesar, Colombia. Thủ phủ của khu tự quản La Jagua de Ibirico đóng tại La Jagua de Ibirico Khu tự quản La Jagua de Ibirico có diện tích 842 ki lô mét vuông. Đến thời điểm ngày 28 tháng 5 năm 2005, khu tự quản La Jagua de Ibirico có dân số 22043 người.